# 2023 aux Territoires du Nord-Ouest
Chronologie des Territoires du Nord-Ouest
- 2019
- 2020
- 2021
- 2022
- 2023
- 2024
- 2025
- 2026
- 2027

Cette page concerne des événements d'actualité qui se sont produits durant l'année 2023  dans le territoire canadien des Territoires du Nord-Ouest.

## Politique
- Premier ministre : Caroline Cochrane depuis le 24 octobre 2019
- Commissaire : Margaret Thom
- Législature : 19e législature sous la présidence de Frederick Blake Jr. (en)

## Population
- Les Territoires du Nord-Ouest ont une population s’élevant à près de 43 000 habitants dont près de la moitié est aborigène[1].

## Événements

### Février
- 8 février : Caroline Wawzonek, ministre des Finances des Territoires du Nord-Ouest,dépose un budget territorial en excédent de 178 millions de dollars pour l’exercice 2023-2024. Le budget ne prévoit aucun nouvel impôt ou taxe ni aucune hausse de l’impôt sur le revenu[2].

### Août
- 15 août : l'armée envoie des hommes pour aider à gérer la situation critique engendrée par les incendies[3].
- 16 août : les habitants de Yellowknife sont invités par les autorités à évacuer la ville menacée par les Mégafeux[4].
- 17 août : l'état d'urgence est déclaré en raison de la propagation des incendies[5].

### Novembre
- 14 novembre 2023 : élections générales ténoises de 2023 qui visent à élire les dix-neuf députés de l'Assemblée législative des Territoires du Nord-Ouest.